# Pleoticus
Los langostinos rojos (Pleoticus o pleoticos), también denominados comúnmente gambones rojos, son crustáceos decápodos nadadores de la familia Solenoceridae, que pertenecen a un género integrado por pocas especie, todas comestibles y muy comercializadas.

## Importancia económica y cultural
Las especies de langostinos de este género se destacan entre las pesquerías de crustáceos.
Lamentablemente, su captura afecta a las comunidades marinas en las que viven pues su pesca, junto con la de especies de otros géneros de langostinos, produce la mayor tasa de descarte en el mundo, es decir, que en las redes con la que es extraído también son retirados del mar una enorme cantidad de fauna acompañante,  entre los que se encuentran invertebrados, juveniles y adultos de rayas, tiburones y peces óseos, aves, tortugas y mamíferos marinos, etc. Este volumen generalmente no es aprovechado, ni aun las especies de peces comerciales, por lo que es devuelto a las aguas, muerto.
Buques empleados para su captura
Para capturar estos langostinos generalmente se emplean buques tangoneros del tipo de los arrastreros congeladores, de 40 a 100 metros de eslora. Son embarcaciones para la pesca en altura, por lo que pueden permanecer meses sin recalar en un puerto. Tienen equipamiento para procesar a los langostinos y embalarlos congelados a -18 °C.
Estos buques emplean dos enormes redes que trabajan en paralelo, las que según su diseño, cumplen su tarea a media agua o sobre el fondo. Su boca permanece abierta por efecto hidrodinámico al ser constantemente arrastradas por la embarcación.

### Taxonomía
Este género fue descrito originalmente en el año 1888 por el zoólogo inglés Charles Spence Bate.
Especies
Pleoticus está integrado por 3 especies:
- Pleoticus muelleri (Bate, 1888) - langostino rojo patagónico
- Pleoticus robustus (S. I. Smith, 1885) - langostino rojo real
- Pleoticus steindachneri  (Balss, 1914)

| Pleoticus | \| \| Pleoticus muelleri \| \| \| \| \| \| Pleoticus robustus \| \| \| \| \| \| Pleoticus steindachneri \| \| \| \| |
|           | \| \| Pleoticus muelleri \| \| \| \| \| \| Pleoticus robustus \| \| \| \| \| \| Pleoticus steindachneri \| \| \| \| |
|           | Cryptopenaeus |
|           | |
|           | Gordonella |
|           | |
|           | Hadropenaeus |
|           | |
|           | Haliporoides |
|           | |
|           | Haliporus |
|           | |
|           | Hymenopenaeus |
|           | |
|           | Mesopenaeus |
|           | |
|           | Solenocera |
|           | |
|           | Pleoticus muelleri                                                                                                  |
|           | |
|           | Pleoticus robustus                                                                                                  |
|           | |
|           | Pleoticus steindachneri                                                                                             |
|           | |

|  | Pleoticus muelleri      |
|  |                         |
|  | Pleoticus robustus      |
|  |                         |
|  | Pleoticus steindachneri |
|  |                         |